# Podtscherje
Der Podtscherje (russisch Подчерье, Подчерем, Подчер, Подчерема) ist ein rechter Nebenfluss der Petschora in der Republik Komi in Nordwestrussland.
Der Podtscherje entspringt an der Westflanke des Nördlichen Urals. Er fließt zuerst nach Westen, wendet sich dann nach Nordwesten. Kurz vor seiner Mündung in die Petschora dreht er nochmals nach Westen. Der Fluss ist zwischen Anfang November und Mai eisbedeckt. Er hat eine Länge von 178 km. Sein Einzugsgebiet umfasst 2710 km². Der Podtscherje durchfließt den Nationalpark Jugyd Wa. Der Fluss wird zum Rafting genutzt.